# Hellespont (Reederei)
Die Hellespont-Gruppe ist eine Reederei, die auf den Seetransport von Erdöl spezialisiert ist. Der Name geht auf die türkische Meerenge Dardanellen zurück, die im Altertum als „Hellespont“ bezeichnet wurde. Der Hauptsitz des Unternehmens ist in Hamburg, weitere Filialen bestehen in Piräus, Singapur und Manila.
Gegründet wurde die Reederei von Phrixos B. Papachristidis in den späten 1940er Jahren in Kanada. Mitte der 1950er Jahre begann das Unternehmen mit dem Transport von Erdöl.
Die heutigen Tanker der Hellespont-Gruppe erfüllen die seit 2015 erforderlichen Sicherheitsstandards, die an Tankschiffe gestellt werden. Zwischen der doppelwandigen Struktur des Schiffes befindet sich zudem ein Inertgas, das ein Entzünden von eventuell austretenden Öldämpfen unterbinden soll und Korrosion, welche durch salzhaltiges Ballastwasser entsteht, verhindert. Zusätzlich besitzt die Hülle einen aufwendigen Korrosionsschutz und das Deck ist vollständig in weißer Farbe gestrichen, um das Aufheizen durch Sonneneinwirkung und die Verdunstung der Ladung möglichst gering zu halten.

## Galerie

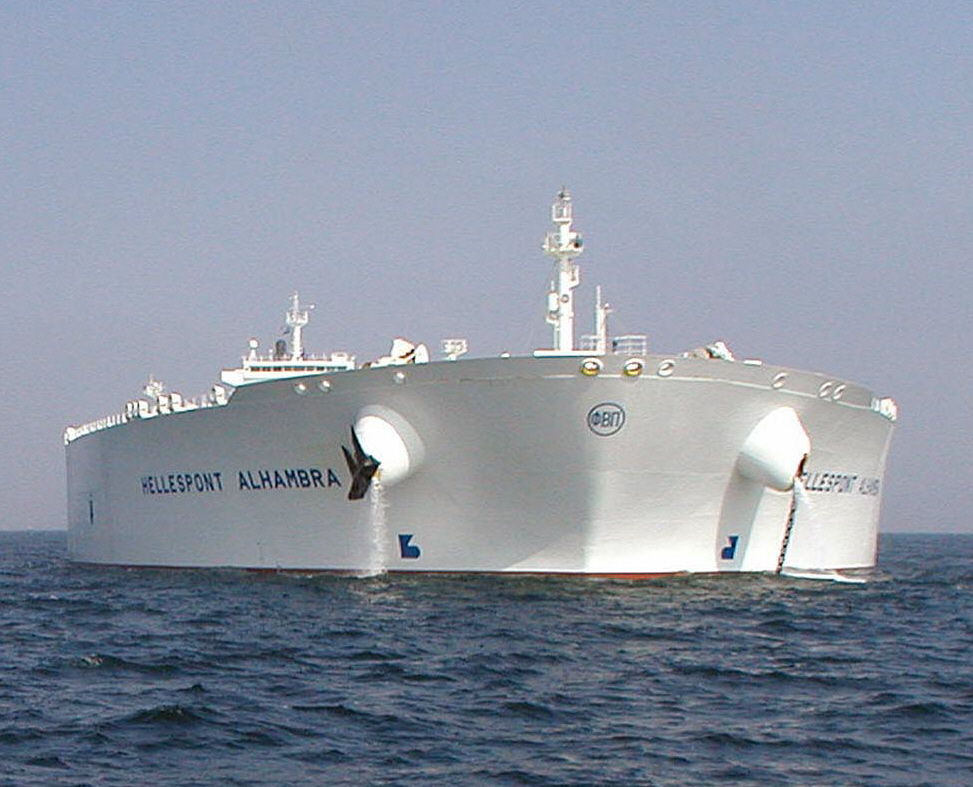
Supertanker Hellespont Alhambra (heute TI Asia)
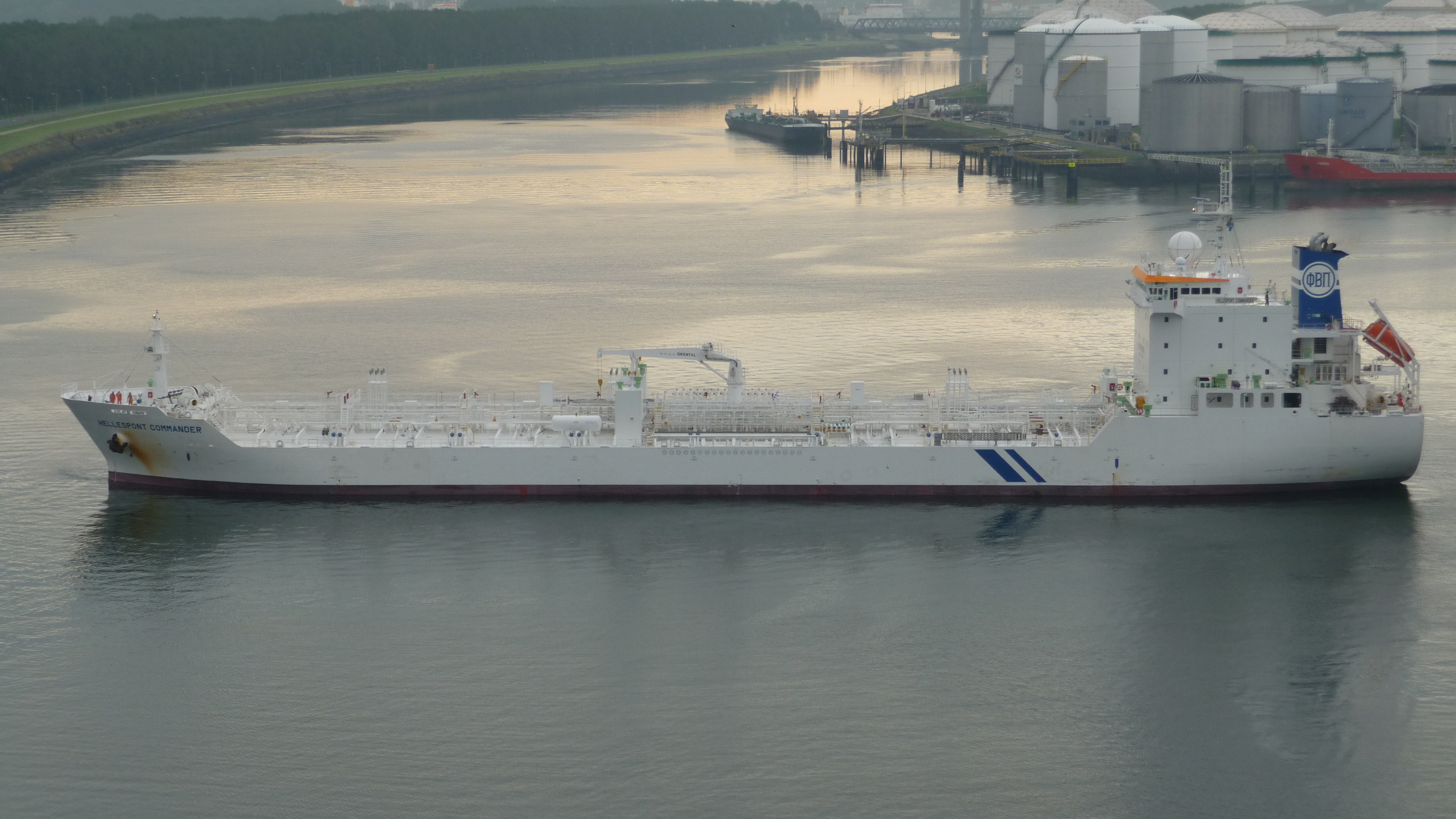
Chemikalientanker Hellespont Commander